# Phaeonotus pulcher
Phaeonotus pulcher är en insektsart som beskrevs av Popov, G.B. 1951. Phaeonotus pulcher ingår i släktet Phaeonotus och familjen gräshoppor. Inga underarter finns listade i Catalogue of Life.